# پنجاه و یکمین دوره جوایز هنری بکسانگ
مراسم پنجاه و یکمین دوره جوایز هنری بکسانگ (انگلیسی: 51st Baeksang Arts Awards; کره‌ای: 제۵۱회 백상예술대상) در تالار گرند پیس دانشگاه کیونگ هی در سئول در ۲۶ مه ۲۰۱۵ برگزار شد. این مراسم به صورت زنده از جی‌تی‌بی‌سی پخش شد و به میزبانی شین دونگ یوپ، کیم آه جونگ و جو وون بود. این مراسم توسط ایلگان اسپرتس سازماندهی شد و تنها مراسم اهدای جوایز در کره جنوبی است که از هم برترین‌های فیلم و هم تلویزیون تقدیر می‌کند.

## برندگان و نامزدها
- برندگان در ابتدای فهرست و به صورت پررنگ مشخص شده‌اند.[۴][۵][۶][۷][۸][۹]
  - نامزدها[۱۰][۱۱]

### فیلم
| جایزه بزرگ | |
| چوی مین شیک (بازیگر) – دریاسالار: امواج خروشان | |
| بهترین فیلم | بهترین کارگردان |
| - Revivre - دریاسالار: امواج خروشان - A Girl at My Door - Han Gong-ju - یک روز سخت                                                                            | - کیم سونگ هون – یک روز سخت - هونگ سانگ سو – Hill of Freedom - ایم کوان تک – Revivre - یون جه کیون – قصیده‌ای برای پدرم - ژانگ لو – Gyeongju    |
| بهترین کارگردان تازه‌کار | بهترین فیلم‌نامه |
| - جولای جونگ – A Girl at My Door - هونگ سوک جه – Socialphobia - جین مو یونگ – My Love, Don't Cross That River - لی بیونگ هون – بیست - لی سو جین – هان گونگ جو | - کیم کیونگ چان – کارت - کیم سونگ هون – یک روز سخت - لی چون هیونگ – افشاگر - لی سو جین – هان گونگ جو - شیم سونگ بو، بونگ جون هو – مه دریا      |
| بهترین بازیگر مرد | بهترین بازیگر زن |
| - لی سون کیون – یک روز سخت - چو جین-وونگ – یک روز سخت - آن سونگ کی – Revivre - چوی مین شیک – دریاسالار: امواج خروشان - سول کیونگ-گو – My Dictator             | - یوم جونگ-آه – ارابه - به دونا – A Girl at My Door - کیم سه-رون – A Girl at My Door - شین مین آ – Gyeongju - سون یه-جین – دزدان دریایی        |
| بهترین بازیگر نقش مکمل مرد | بهترین بازیگر نقش مکمل زن |
| - یو هه جین – دزدان دریایی - لی گیونگ-یونگ – افشاگر - پارک سونگ وونگ – The Deal - سونگ سه-بیوک – A Girl at My Door - یو یون-سوک – خیاط سلطنتی                 | - کیم هو جونگ – Revivre - هان یه-ری – مه دریا - چو یو جونگ – Obsessed - لی جونگ هیون – دریاسالار: امواج خروشان - مون جونگ هی – ارابه           |
| بهترین بازیگر تازه‌کار مرد | بهترین بازیگر تازه‌کار زن |
| - پارک یو چون – چو یو جونگ - بیون یو-هان – Socialphobia - جو بوک ره – خیلی خوبه - کانگ ها-نول – بیست - لی مین هو – گانگنام بلوز                               | - چون وو هی – Han Gong-ju - ایسوم – Scarlet Innocence - کیم سول هیون – گانگنام بلوز - لی هانی – Tazza: The Hidden Card - لیم جی یون – Obsessed |
| محبوب‌ترین بازیگر مرد | محبوب‌ترین بازیگر زن |
| - لی مین هو – گانگنام بلوز | - پارک شین هه – خیاط سلطنتی |

### تلویزیون
| جایزه بزرگ | بهترین درام |
| - نا یونگ-سوک (کارگردان) – سه وعده غذا در روز | - شایعه شنیده شده - منو بکش، خلاصم کن - میسنگ: زندگی ناتمام - مخمصه - Steal Heart |
| بهترین برنامه سرگرمی | بهترین برنامه آموزشی |
| - Non-Summit - Infinite Challenge - بازگشت سوپرمن - رانینگ من - Three Meals a Day | - Food Odyssey - Family Shock - Revolt of the Climate - World Theme Travel - Special: Life Crossing |
| بهترین کارگردان | بهترین فیلم‌نامه |
| - کیم وون سوک – میسنگ: زندگی ناتمام - آن پان سوک – شایعه شنیده شده - کیم جین مان – منو بکش، خلاصم کن - کیم جونگ مین – رفقای بد - کیم سانگ هیوپ – مامان | - پارک کیونگ سو – مخمصه - جین سو وان – منو بکش، خلاصم کن - جونگ سونگ جو – شایعه شنیده شده - کیم وون کیونگ – Steal Heart - نو هی کیونگ – مشکلی نیست این عشقه                                                |
| بهترین بازیگر مرد | بهترین بازیگر زن |
| - لی سونگ مین – میسنگ: زندگی ناتمام - چو جه هیون – مخمصه - جی سونگ – منو بکش، خلاصم کن - جو این سونگ – مشکلی نیست این عشقه - کیم ره-وون – مخمصه | - سونگ یون آه – مامان - کیم اوک-بین – Steal Heart - لی یو-ری – Jang Bo-ri is Here! - مون جونگ هی – مامان - پارک شین هه – پینوکیو                                                                           |
| بهترین بازیگر مرد تازه‌کار | بهترین بازیگر زن تازه‌کار |
| - ایم شی‌وان – میسنگ: زندگی ناتمام - دو کیونگ-سو – مشکلی نیست این عشقه - کیم ده میونگ – میسنگ: زندگی ناتمام - لی جون – شایعه شنیده شده - پارک هیونگ شیک – What Happens to My Family?                                                                                               | - گو آه-سونگ – شایعه شنیده شده - بک جی یون – شایعه شنیده شده - هان سون هوا – Rosy Lovers - کیم سول گی – Discovery of Love - نام جی-هیون – What Happens to My Family?                                       |
| بهترین مجری نرد ورایتی شو | بهترین مجری زن ورایتی شو |
| - جون هیون مو – Non-Summit, من تنها زندگی می‌کنم - جونگ هیونگ دون – Please Take Care of My Refrigerator, Infinite Challenge - کیم سونگ جو – Please Take Care of My Refrigerator, King of Mask Singer - سونگ شی کیونگ – Witch Hunt, Non-Summit - یو سه یون – Non-Summit, اس‌ان‌ال کره | - لی گوک جو – Roommate, Comedy Big League - آن یونگ می – مردان واقعی: زنان سرباز ویژه ۲, Saturday Night Live Korea - هو آنا – Gag Concert - جانگ دو یون – Comedy Big League - لی یونگ جا – Hello Counselor |
| محبوب‌ترین بازیگر مرد | محبوب‌ترین بازیگر زن |
| - لی جونگ سوک – پینوکیو | - کریستال جونگ – دختر دوست‌داشتنی من |

### جوایز ویژه
| جوایز                    | گیرنده                 |
| ------------------------ | ---------------------- |
| جایزه فشن این استایل     | لی جونگ جه، شین مین آ  |
| جایزه ستاره جهانی آی‌چی‌یی | لی مین هو، پارک شین هه |